# La Rivière-Enverse
La Rivière-Enverse este o comună în departamentul Haute-Savoie din sud-estul Franței. În 2009 avea o populație de 456 de locuitori.

## Evoluția populației
| An        | 1975 | 1982 | 1990 | 1999 | 2006 | 2009 |
| --------- | ---- | ---- | ---- | ---- | ---- | ---- |
| Populație | 256  | 254  | 281  | 393  | 442  | 456  |